# Приморський регіон (Того)
Приморський регіон, Маріті́м (фр. Région Maritime) — один із 5 регіонів у складі Тоголезької республіки. Адміністративний центр — місто Цевіє.

## Населення
| 1970    | 1981      | 2000      | 2002      | 2003      | 2004      | 2005      | 2006      | 2010      |
| ------- | --------- | --------- | --------- | --------- | --------- | --------- | --------- | --------- |
| 712 000 | 1 040 241 | 1 907 000 | 2 040 000 | 2 113 000 | 2 189 000 | 2 265 000 | 2 342 000 | 2 599 955 |

## Склад
До складу регіону входять 7 префектур, які поділяються на 70 кантонів та 526 населених пунктів, а також комуну Ломе, яка складається з 5 округів:
| № | Префектура | Площа, км² | Населення, осіб (2010) | Центр     | Кантони | Населені пункти |
| - | ---------- | ---------- | ---------------------- | --------- | ------- | --------------- |
| 1 | Аве        | 1 146      | 97 830                 | Кеве      | 8       | 81              |
| 2 | Во         | 714        | 210 075                | Воган     | 10      | 99              |
| 3 | Гольфе     | 190        | 732 846                | Ломе      | 10      | 58              |
| 4 | Зіо        | 2 054      | 295 177                | Цевіє     | 17      | 131             |
| 5 | Йото       | 1 200      | 165 596                | Таблігбо  | 12      | 55              |
| 6 | Лакс       | 706        | 172 148                | Анехо     | 8       | 66              |
| 7 | Нижнє Моно | [ 7 ]      | 88 846                 | Афагнаган | 6       | 36              |
| 8 | Ломе       | 90         | 837 437                | Ломе      | 5       | 1               |